# Pentti Holappa
Pour les articles homonymes, voir Holappa.
Pentti Vihtori Holappa (né le 11 août 1927 à Ylikiiminki et mort le 10 octobre 2017 à Helsinki) est un écrivain et poète finlandais.

## Biographie
D'origine modeste, il exerce divers métiers.
Il tient un magasin d'antiquités avec son ami Olli-Matti Ronimus dans la rue Fredrikinkatu à Helsinki.
Il est ministre de la Culture avec un mandat du Parti social-démocrate de Finlande dans le gouvernement Paasio II du 23 février 1972 au 4 septembre 1972.
Il est éditeur en chef de la revue Ajankohta de 1967 à 1968.
Autodidacte, il a publié une quinzaine de recueils de poèmes, six romans, quelques essais, et il a traduit Charles Baudelaire, Pierre Reverdy,Jean-Marie Gustave Le Clézio, Claude Simon, Samuel Beckett. Il aborde le monde avec humilité et se fait le poète de la modernité quotidienne.

## Prix littéraires
- Prix Finlandia, 1998[3] pour Ystävän muotokuva.
- Prix national de littérature, 1951, 1981,
- Prix du grand club du livre finlandais, 1984,
- Prix de l'ours dansant pour Ankkuripaikka, 1995.

## Ouvrages

### Recueils de poèmes
- Näkinkenkä soi. Uusia runoilijoita, Éditions Otava 1948
- Narri peilisalissa, Éditions Otava 1950
- Maan poika, WSOY 1953
- Lähellä, WSOY 1957
- Katsokaa silmiänne, WSOY 1959
- Matkaopas huomiseen. Neljä runoilijaa, WSOY 1960
- Valitut runot, WSOY 1977
- Viisikymmentäkaksi, WSOY 1979
- Pitkiä sanoja, WSOY 1980
- Vuokralla täällä, WSOY 1983
- Valaistu kaupunki Ruijan pimeydessä, WSOY 1985
- Savun hajua, WSOY 1987
- Keltainen viiri, WSOY 1988
- Maan päällä – taivaan alla. Kertovia runoja, WSOY 1991
- Sormenjälkiä tyhjässä, WSOY 1991
- Ankkuripaikka, WSOY, 1994
- Älä pelkää! WSOY 1997
- Rumpukalvolla, WSOY 1999
- Runot 1950–2000, WSOY 2000
- Norsun ääni, WSOY 2003

### Romans
- Yksinäiset, WSOY 1954
- Tinaa, WSOY 1961
- Perillisen ominaisuudet, WSOY 1963
- Pitkän tien kulkijat, WSOY 1976
- Kansliapäällikkö, WSOY 1996
- Ystävän muotokuva, WSOY, 1998
- Kaksi kirjailijaa, WSOY 2002
- Mies miehelle. Kertomus ystävyydestä, (avec Hannu Jouhki) Ajatus 2006

### Nouvelles
- Peikkokuninkaat, WSOY 1952
- Muodonmuutoksia, WSOY 1959

### Autres écrits
- Tuntosarvilla. Esittelyjä ja esseitä, WSOY 1963
- Matti ja Maija eli Tunteet ja kasvatus. Näytelmä, Éditions Tammi 1967
- Päätelmiä. Lehtijuttuja ajalta helmikuu 1968–elokuu 1970, Éditions Tammi 1970
- Ihminen maailmassa, (avec Olli-Matti Ronimus) WSOY 1973
- Käytännön sosiaalidemokratiaa,  Éditions Tammi 1973
- Ajan nuolet. Matkoja, (recueil de recits de voyage) WSOY 1990
- Adieu! Hillitty tragedia, (pièce de théâtre) 1991
- Jokapäiväistä aikaa. Kirje, WSOY 1995
- Luvassa elämä. Omistettu sinulle, WSOY 2004
- Sotapäiväkirja, WSOY 2004
- Ajan hermolla. Kolumnit 1968–1978, Ajatus 2006

### Recueil de poèmes
- Näkinkenkä soi : Uusia runoilijoita, Éditions Otava 1948
- Matkaopas huomiseen : Neljä runoilijaa, WSOY 1960

### Traduction en finnois
- Claude Simon, Flanderin tie [« La Route des Flandres »], Éditions Tammi, 1963
- Nathalie Sarraute, Kultaiset hedelmät [« Les Fruits d'or »], Kirjayhtymä, 1964
- Alain Robbe-Grillet, Labyrintissa [« Dans le labyrinthe »], Éditions Tammi, 1964
- Claude Simon, Loistohotelli [« Le Palace »], Éditions Tammi, 1965
- Alfred Jarry, Kuningas Ubu eli Puolalaiset. Viisinäytöksinen draama [« Ubu roi »], WSOY, 1967

## Ouvrages traduits en français
- Pentti Holappa (trad. du finnois par Gabriel Rebourcet, préf. Gabriel Rebourcet), Les mots longs. Poèmes 1950-1994, Paris, Gallimard, coll. « Poésie », 1997, 196 p. (ISBN 2-07-032966-6)
- Pentti Holappa (trad. du finnois par Léa de Chalvron et Gabriel Rebourcet), Portrait d'un ami : roman [« Ystävän muotokuva »], Marseille, Sand & Tchou, 2001, 398 p. (ISBN 2-914214-01-4)
- André Velter (éd.), Il pleut des étoiles dans notre lit. Cinq poètes du Grand Nord, choix de poèmes d'Inger Christensen, Pentti Holappa, Tomas Tranströmer, Jan Erik Vold et Sigurdur Pálsson, Paris, Gallimard, coll. « Poésie », 2012.
- Pentti Holappa (poèmes traduits du finnois par Mirja Bolgar et Lucie Albertini), Dédicace, Pierre-Alain Pingoud, Collection “Univers”, Lausanne, 1989.